# Соуза Феррейра, Луис де
Луи́с де Со́уза Ферре́йра (исп. Luis de Souza Ferreyra; 6 октября 1908, Лима — 29 сентября 2008, Ла-Пунта, Перу) — перуанский футболист, нападающий, участник чемпионата мира 1930 года, автор первого гола перуанской сборной на мундиалях.

## Биография
Выступал за клуб «Университарио». Участник чемпионата мира 1930, где стал автором дебютного гола перуанской сборной на мундиалях. Это произошло на 75-й минуте дебютного матча перуанцев против сборной Румынии. Однако удержать даже ничью перуанцам не удалось. Вслед за этой игрой последовало поражение от хозяев турнира уругвайцев, не позволившее сборной Перу продолжить участие в турнире.
В 1933—1934 гг. в составе команды, сформированной из футболистов сборных Перу и Чили, известной под названием Combinado del Pacífico, Луис отправился в тур по Европе, в ходе которого принял участие во многих матчах с известными европейскими клубами.
| Матчи и голы Луиса де Соузы Феррейры за сборную Перу | Матчи и голы Луиса де Соузы Феррейры за сборную Перу | Матчи и голы Луиса де Соузы Феррейры за сборную Перу | Матчи и голы Луиса де Соузы Феррейры за сборную Перу | Матчи и голы Луиса де Соузы Феррейры за сборную Перу | Матчи и голы Луиса де Соузы Феррейры за сборную Перу | Матчи и голы Луиса де Соузы Феррейры за сборную Перу |
| ---------------------------------------------------- | ---------------------------------------------------- | ---------------------------------------------------- | ---------------------------------------------------- | ---------------------------------------------------- | ---------------------------------------------------- | ---------------------------------------------------- |
| №                                                    | Дата                                                 | Место проведения                                     | Соперник                                             | Счёт                                                 | Голы                                                 | Турнир                                               |
| 1                                                    | 14 июля 1930                                         | Монтевидео, Уругвай                                  | Румыния                                              | 1:3                                                  | 1                                                    | Чемпионат мира 1930                                  |
| 2                                                    | 18 июля 1930                                         | Монтевидео, Уругвай                                  | Уругвай                                              | 0:1                                                  | -                                                    | Чемпионат мира 1930                                  |

Итого: 2 матча / 1 гол; 0 побед, 0 ничьих, 2 поражения.

## Достижения
- Чемпион Перу (2): 1929, 1934
- Серебряный призёр чемпионата Перу (3): 1928, 1932, 1933